# Ghazipur
Ne pas confondre avec la Décharge de Ghazipur (New Delhi).
Ghazipur est une ville indienne située dans le district de Ghazipur dans l’État de l'Uttar Pradesh. En 2011, sa population était de 121 136 habitants.